# Fernando Fontana
Fernando Aquiles Fontana (San Miguel de Tucumán, Argentina; 22 de noviembre de 1979) es un exfutbolista y actual director técnico argentino. Jugaba como lateral por derecha, aunque también podía desempeñarse como mediocampista por derecha, y su primer equipo fue Atlético Tucumán. Su último club antes de retirarse fue Concepción FC.
En 2014, paralelamente a su carrera como jugador, fue técnico de San Jorge en la Liga Tucumana. Tras su retiro definitivo en 2017, comenzó a trabajar en las divisiones inferiores de Atlético Tucumán. En la actualidad es el entrenador de la 5.ª división.

## Trayectoria
Debutó en el club tucumano en el año 1999 y jugó allí hasta el 2002, año en que pasó a San Martín de Tucumán, histórico rival de Atlético. En el club "Santo" jugó una temporada, emigrando luego a La Florida de Tucumán. Entre 2004 y 2006 vistió la camiseta de Ben Hur de Rafaela, para luego ser transferido a Unión de Santa Fe. A mediados de 2009 arregla su vínculo con Chacarita Juniors.

## Clubes

### Como jugador
| Club                         | País      | Año       |
| ---------------------------- | --------- | --------- |
| Atlético Tucumán             | Argentina | 1999-2002 |
| San Martín de Tucumán        | Argentina | 2002-2003 |
| La Florida de Tucumán        | Argentina | 2003-2004 |
| Ben Hur de Rafaela           | Argentina | 2004-2006 |
| Unión de Santa Fe            | Argentina | 2006-2009 |
| Chacarita Juniors            | Argentina | 2009      |
| Atlético Rafaela             | Argentina | 2010      |
| Chacarita Juniors            | Argentina | 2010-2011 |
| Desamparados de San Juan     | Argentina | 2011-2012 |
| Unión Aconquija de Catamarca | Argentina | 2012-2013 |
| San Jorge de Tucumán         | Argentina | 2013-2014 |
| Concepción FC                | Argentina | 2014-2017 |

### Como entrenador
| Club                          | País      | Año    |
| ----------------------------- | --------- | ------ |
| San Jorge de Tucumán (Liga)   | Argentina | 2014   |
| Atlético Tucumán (inferiores) | Argentina | 2017-? |

## Palmarés

### Campeonatos nacionales
| Título             | Club               | País      | Año  |
| ------------------ | ------------------ | --------- | ---- |
| Torneo Argentino A | Ben Hur de Rafaela | Argentina | 2005 |

### Otros logros
| Título               | Club          | País      | Año  |
| -------------------- | ------------- | --------- | ---- |
| Ascenso al Federal A | Concepción FC | Argentina | 2014 |